# 1281

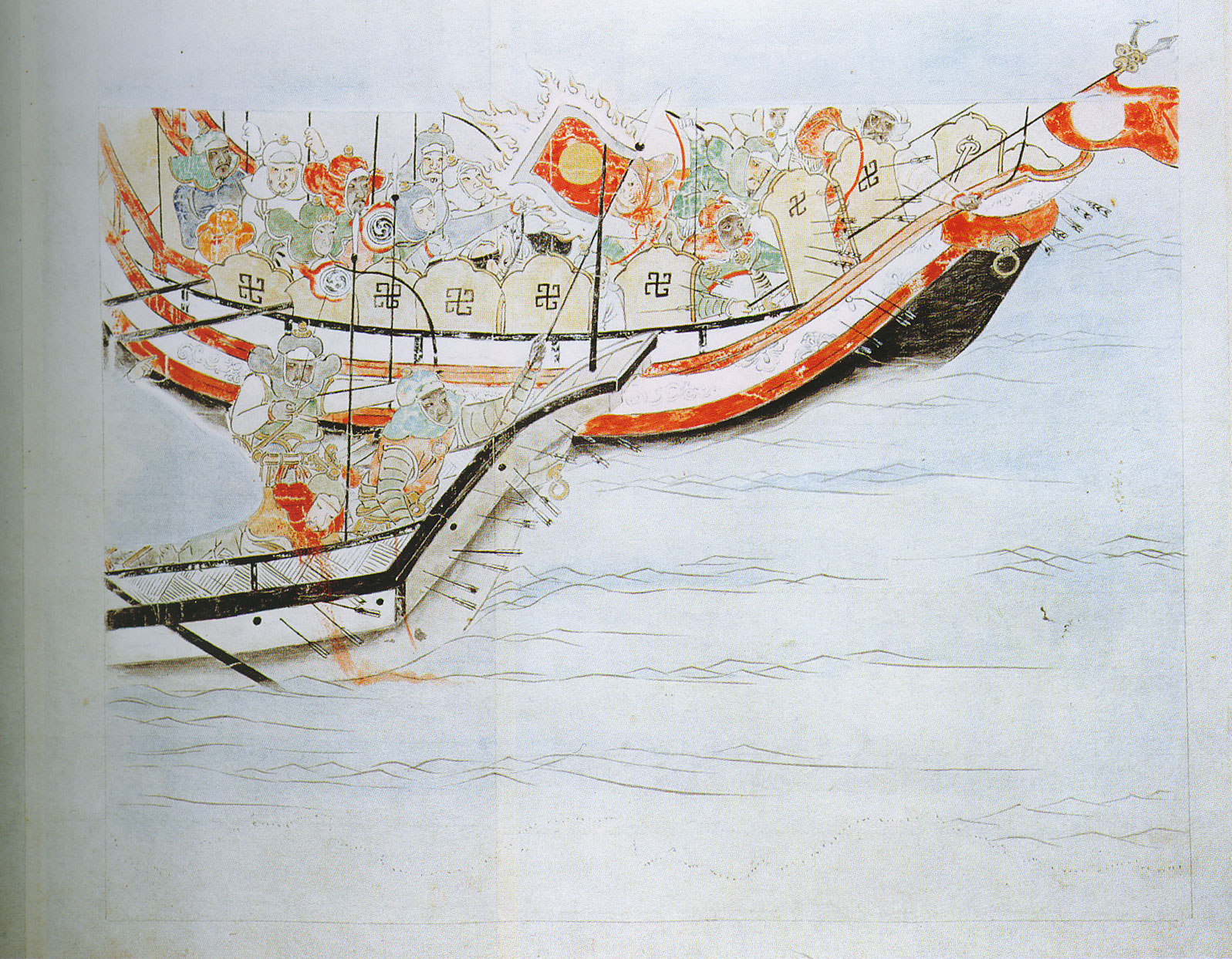
Slag om Koan

Het jaar 1281 is het 81e jaar in de 13e eeuw volgens de christelijke jaartelling.

## Gebeurtenissen
- 14-15 augustus - Slag om Koan: De Mongolen onder Koeblai Khan proberen opnieuw Japan te veroveren. Een tyfoon, door de Japanners later kamikaze genoemd, waait de Mongoolse vloten een baai binnen, waarbij het grootste deel van het leger omkomt.
- Verdrag van Orvieto: Karel I van Napels, doge Giovanni Dandolo en titulair Latijns keizer Filips I van Courtenay maken afspraken voor een kruistocht tegen het Byzantijnse Rijk in 1283 om Constantinopel te heroveren voor het westelijk christendom, met steun van paus Martinus IV.
- Osman I volgt zijn vader Ertuğrul als leider van een Turkse stam die later zal uitgroeien tot het Ottomaanse Rijk (jaartal bij benadering)
- Bisschop Jan van Utrecht wendt de kruistochtbelastingen aan om de Hollandse hulp te vergoeden, maar de aartsbisschop van Keulen, Siegfried van Westerburg, grijpt in en excommuniceert zowel hem als graaf Floris V van Holland.
- Het hertogdom Ratibor ontstaat als deel van het hertogdom Opole, met Przemysław en Mieszko I, zonen van de overleden Wladislaus I van Opole, als hertogen. (jaartal bij benadering)
- De Perzische geleerde Qutb al-Din al-Shirazi voltooit zijn Grens der Volmaaktheid.
- Biberach wordt een vrije rijksstad, zie Rijksstad Biberach
- Isny im Allgäu krijgt stadsrechten
- Erik II van Noorwegen trouwt met Margaretha van Schotland.
- oudst bekende vermelding: Knegsel (1 juli), Nigtevecht

## Opvolging
- Brandenburg-Stendal - Johan II opgevolgd door zijn zoon Koenraad II
- Ligny - Hendrik V van Luxemburg opgevolgd door zijn zoon Walram I
- Litouwen - Traidenis opgevolgd door Daumantas
- Luxemburg - Hendrik V opgevolgd door zijn zoon Hendrik VI
- paus (22 februari) - Simon de Brion als Martinus IV in opvolging van Nicolaas III
- Provence - Raymond Berengarius IV opgevolgd door zijn broer Sancho

## Geboren
- 29 maart - Castruccio Castracani, Italiaans krijgsheer
- 18 mei - Agnes van Habsburg, echtgenote van Andreas III van Hongarije
- Albrecht III van Saksen-Lauenburg, hertog in Saksen
- Külüq Khan, keizer van China (1307-1311)
- Orhan I, bey van het Ottomaanse Rijk (1326-1362)
- Waldemar, markgraaf van Brandenburg

## Overleden
- 16 februari - Gertrude van Hohenberg (~55), echtgenote van Rudolf I
- 17 februari - Bruno van Schauenburg, bisschop van Olmütz
- 5 april - Raymond Berengarius IV (~22), graaf van Provence
- 10 september - Johan II (~44), mede-markgraaf van Brandenburg-Stendahl
- 24 december - Hendrik V (~60), graaf van Luxemburg (1247-1281) en Namen
- Ertuğrul, Turks leider (jaartal bij benadering)
- Mengu Timur, kan van de Blauwe Horde (jaartal bij benadering)
- Wladislaus I, hertog van Opole (jaartal bij benadering)